# Agelanthus nyasicus
Agelanthus nyasicus é uma espécie de planta hemiparasita da família Loranthaceae, que é nativa do Botsuana, Malawi, Moçambique, Tanzânia, Zâmbia, Zaire e Zimbábue.

## Habitat / ecologia
Agelanthus nyasicus é encontrada nas bordas das florestas montanhosas e ribeirinhas, geralmente na floresta de Brachystegia de maior pluviosidade (ou florestas de miombo) em altitudes de 100–1900   m. Os hospedeiros comuns são Ficus, Bridelia, entre outros.